# A Funny Thing Happened on the Way to the Forum
A Funny Thing Happened on the Way to the Forum je americký muzikál z roku 1962, který napsal Stephen Sondheim. Je inspirován římským dramatikem Plautusem a jeho hrami : Pseudolus, Mileus Gloriosus a Mostellaria. Muzikál vyhrál cenu Tony za nejlepší muzikál a za nejlepší libreto, na cenu za nejlepší hudbu nebyl ale ani nominován.

## Postavy
- Pseudolus: Římský otrok, který touží po svobodě. Pokusí se ji získat tak, že pomůže Herovi získat Philii. Jeho zméno znamená podvodník, tuto roli hráli původně muži – ale nyní ji hrají i herečky.
- Hysterium:Hlavní otrok v domě Senexa. Jeho jméno znamená hysterický – a v latině značí střední rod, proto nevíme, zda se jedná o mužskou nebo ženskou postavu.
- Hero: Senexův syn, který se zamiloval do panny Philie..
- Philia: Panna/kurtizána v domě Marca Lyca. Miluje ji Hero. Její jméno znamená láska.
- Senex: Cynický římský senátor, který žije v nehezkém římském předměstí. Jeho jméno znamená stařec.
- Domina: Senexova žena. Je manipulativní, vychytralá a nemá ji rád ani její manžel. Její jméno znamená paní.
- Marcus Lycus: Dodavatel kurtizán, který bydlí vedle Senexe. Jméno je založeno na postavě ve hře Poenulus, kde je Lycus pasák.
- Miles Gloriosus: Kapitán římské armády, kterému slíbil Marcus Lycus Philii. Jeho jméno znamená chlubivý voják
- Erronius: Senexův starší soused. Posledních 20 let strávil hledáním svých ztracených dětích, které unesli piráti. Jméno znamená putování
- Gymnasia: Kurtizána z domu Lyca, zamiluje se do ní Pseudolus.Jméno znamá atletický (+nahý)
- Tintinabula:Kurtizána z domu Lyca
- Vibrata: Kurtizána z domu Lyca
- Geminae: Kurtizána z domu Lyca
- Panacea: Kurtizána z domu Lyca
- Chór

## Písně
Act I
- "Comedy Tonight" – Pseudolus and Company
- "Love, I Hear" – Hero
- "Free" – Pseudolus and Hero
- "The House of Marcus Lycus" – Lycus and Pseudolus
- "Lovely" – Philia and Hero
- "Pretty Little Picture" – Pseudolus, Hero, and Philia
- "Everybody Ought to Have a Maid" – Senex, Pseudolus, Hysterium and Lycus
- "I'm Calm" – Hysterium
- "Impossible" – Senex and Hero
- "Bring Me My Bride" – Miles Gloriosus and Company

Act II
- "That Dirty Old Man" – Domina
- "That'll Show Him" – Philia
- "Lovely" (reprise) – Pseudolus and Hysterium
- "Funeral Sequence" – Pseudolus, Miles Gloriosus and Company

## Děj
Ve starém Římě žijí 3 sousedé. Jejich domy jsou spojené a za chvíli se propojí i jejich osudy. V centru je dům Senexa, který tam žije s manželkou Dominou, synem Herem a několika otroky, včetně s hlavním otrokem Hysterium a hlavní postavyou muzikálu Pseudolem.Otrok patřící Herovi – Pseudolus si chce koupit, vyhrát, nebo ukrást svobodu. Jeden ze sousedních domů vlastní Marcus Lycus, který kupuje a prodává krásné ženy. Další dům patří Erroniovi, který hledá své dlouho ztracené děti.
Jednoho dne se vypraví Senex se svou manželkou Dominou na výlet. Doma nechají syna Hera s jeho otroke. Hero se svěří Pseudolovi, že je zamilován do Philie – krásné kurtizány (a panny) ze sousedního domu. Pseudolus mu slíbí, že mu pomůže získat Philii – za výměnu za svobodu. Vyrazí tedy za Lycem, ale zjistí, že si již Philii zamluvil a koupil někdo jiný – válečník Miles Gloriosus, který si pro ni brzo přijde. Pseudolus je ale výborný lhář využije veselou náladu Philie a tvrdí Lycovi, že má Philia mor – mor z Kréty, který způsobuje, že se lidé musí pořád smát. Poradil mu, aby ji izoloval od ostatních a ukryl ji v Senexově domě – a tím dá Herovi a Philii čas a soukromí…aby se do sebe zamilovali.
Ale Philia trvá na tom, že i když ona Hera také miluje, musí se ctít svou smlouvu s kapitánem – ona je kurtizána a toto kurtizány dělají. Aby ji Hero uklidnil, poradí jí, aby čekala – to je to, co panny umí nejlépe. On řekne kapitánovi, aby zaklepal 3x. Mezitím přijde Pseudolus s plánem a opatří Philii lektvar na spaní – ona upadne do bezvědomí a oni řeknou Lycovi, že umřela na krétský mor a nabídnou se, že její tělo odstraní. Hero ji tedy odnese..a společně nasednou na loď do Řecka.
Pseudolus ukradne Hysteriovi knihu lektvarů, aby mu Hero přečetl recept na spací lektvar – chybí mu ale kobylí pot a vydá se ho tedy hledat. Herův otec, Senex, se ale vrací domu nečekaně dřív – zaklepe 3x na dveře a přijde mu otevřít Philia.Philia vyšla z domu a myslela, že je Senex kapitán, tak se mu nabízí. Senex překvapený -ale zároveň zvědavý- nařídí Phili, aby na něj v domě počkala. Do tohoto zmatku přichází ještě Hysterium, které Senexovi řekne, že Philia je nová pokojská.
Pseudolus se vrací zpátky s kobylím potem – a uvidí Senexe. Musí se ho nějak zbavit a tak ho decentně polije kobylím potem a doporučí mu, aby se vykoupal. Senex se jde vykoupat do sousedního domu, kam se ale vrací jeho majitel Erronius. Hysterium ho chce odlákat a tak mu poví, že v jeho domě straší. Erronius chce, aby jeho dům vysvětil věštec – a to je převlečený Pseudolus – a on mu poradí, že vyžené zlého ducha tak, když přejde 7krát 7 římských kopců.
Když Miles Gloriosus dorazí pro svou nevěstu, Pseudolus ji ukryje na střeše a řekne, že utekla. Lycus se bojí, co na to Miles řekne – a tak se Pseudolus nabídne, že si s Mileem promluví on – bude se za Lyca vydávat…bohužel rozhovor skončí tím, že "Lycus" neboli Pseudolus řekne, že se vydá Philii hledat. Tento nápad se Mileovi líbí a povolá vojáky, kteří ho budou doprovázet. Naštěstí se Pseudolus vyzná v římských uličkách a tak po chvílí vojáky setřese.
Děj se dále komplikuje, když se do města vrací Domina, Senexova žena, která má podezření, že ji manžel něco tají. Schová se tedy v domě – přestrojí se do bílého roucha a závoje (podobné jako má Philia) a snaží se nachytat svého nevěrného manžela. Pseudolus přemlouvá Hysteria, aby se oblékl jako Philia, a předstíral, že je mrtvý-mrtvá.
Bohužel se z Kréty vrací i Miles Gloriosus, kde není o moru ani zmínka. Hlavním postavám nezbude nic jiného než utéci (běží tedy i 3 Philie = Hysterium, Domina a skutečná Philia). Mezitím utekly další kurtizány, které byly najaty, aby truchlily na pohřbu Philie..Lycus se honí a z děje se stává jedná velká chaotická honička.
Konečně vše utichne díky vojsku kapitána, většina postav ale své problémy zatím nevyřešila. Na scénu opět přichází Erronius, který zatím dokončil 3 římské kopce, a objevuje u Milea Gloriosa a Philii stejné prsteny – prsteny, které dal svým dětem. Sňatek se tedy ruší, protože jsou to sourozenci.
Philia se vdá za Hera, Pseudolus získá svobodu a krásnou kurtizánu Gymnasiu, Gloriosus získává 2 kurtizány -jako náhradu za Philii, Erronius má své ztracené děti a všichni prožívají šťastný konec..jen chudák Senex, který pořád trčí doma se svou manželkou Dominou.